# Hormuzd Rassam

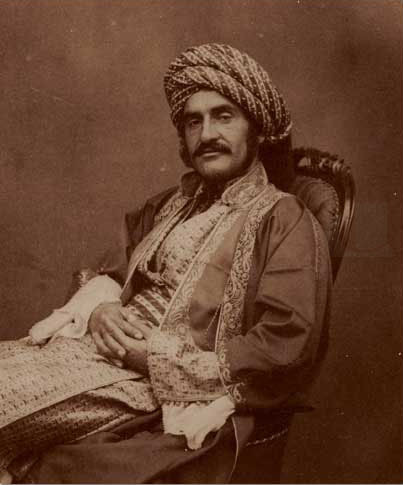
Hormuzd Rassam in Mosul (um 1854)

Hormuzd Rassam (* 1826 in Mosul; † 16. September 1910 in Hove) war ein Assyriologe und Reisender, der eine Reihe wichtiger Entdeckungen machte. Dazu gehörten u. a. die Tontafeln des Gilgamesch-Epos.

## Biografie
Rassam war ethnischer Syrer und wurde in Mosul, Osmanisches Reich als chaldäischer Katholik in ein gemischtkulturelles Milieu hineingeboren. Sein Vater Anton Rassam stammte aus Mosul und war Archidiakon in der Assyrischen Kirche des Ostens. Seine Mutter Theresa war die Tochter von Ishaak Halabee aus Aleppo (Syrien).
Im Alter von 20 Jahren wurde er von dem britischen Archäologen Austen Henry Layard als Zahlmeister auf einer nahgelegenen Ausgrabungsstätte eingestellt. Layard, der in Mosul seine erste Expedition unternahm (1845–1847), war von dem fleißigen Rassam beeindruckt und nahm ihn unter seine Fittiche. Sie blieben ihr Leben lang befreundet. Layard bot Rassam die Möglichkeit, nach England zu reisen und in Oxford am (Magdalen College) zu studieren, wo dieser 18 Monate blieb. Danach begleitete er Layard auf seiner zweiten Expedition in den Irak (1849–1851).
Layard startete danach eine politische Karriere, während Rassam zwischen 1852 und 1854 die Feldarbeit in Nimrud und Ninive weiterführte, wo er eine Reihe wichtiger und eigenständiger Entdeckungen machte. Darunter waren auch Tontafeln, die später von George Smith als das Gilgamesch-Epos, das älteste bekannte Beispiel niedergeschriebener Literatur, entziffert wurden.

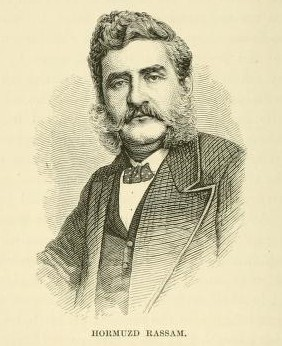
Hormuzd Rassam (1826–1910) war Assistent von Austen Henry Layard und machte ab Ende 1852 eigene Ausgrabungen unter Aufsicht von Sir Henry Rawlinson

Danach kehrte Rassam nach England zurück und begann mit der Hilfe seines Freundes Layard eine Karriere in der Regierung mit einem Posten am britischen Konsulat in Aden. Im Jahr 1866 brach in Äthiopien eine internationale Krise aus, als britische Missionare von Kaiser Theodor II. als Geiseln genommen wurden. In der Hoffnung, die Situation friedlich zu lösen, wurde Rassam als Botschafter mit einer Nachricht von Königin Victoria ausgesendet. Er wurde jedoch auch gefangen genommen und für eine Reihe von Jahren festgehalten, bis englische und indische Truppen unter Robert Napier in der britischen Äthiopienexpedition von 1868 den Kriegsherrn und seine Armee besiegten. Rassams Reputation war danach geschädigt, weil er als schwach und untauglich in den Verhandlungen mit dem Kriegsherrn dargestellt wurde, was zum großen Teil durch die viktorianischen Vorurteile gegenüber „Orientalen“ bedingt war.
Da seine politische Karriere in Trümmern lag, setzte Rassam seine archäologische Arbeit fort. Er wurde vom British Museum nach Assyrien geschickt, wo er insbesondere in Ninive wichtige Untersuchungen leitete. Während des Russisch-Türkischen Kriegs führte er einen Untersuchungsauftrag über die Lage der christlichen Gemeinden in Kleinasien und Armenien durch. Seine archäologische Arbeit zog viele wichtige Entdeckungen und die Sammlung wertvoller epigraphischer Nachweise nach sich. 1879 sorgte er dafür, dass ein in Tell Schech Hamad gefundenes Bruchstück einer Stele von Adad-nīrārī III. ins British Museum nach London gelangte.
Ab 1882 lebte Rassam hauptsächlich in Brighton, wo er über die assyrisch-babylonische Erforschung christlicher Sekten des Nahen Ostens und über zeitgenössische religiöse Kontroversen in England schrieb. Er war Mitglied der Royal Geographical Society, der Society of Biblical Archaeology und des Victoria Institutes.
Eine seiner größten Entdeckungen waren die Tontafeln, die das Gilgamesch-Epos, das älteste literarische Werk der Welt, enthielten. Außerdem fand er den Kyros-Zylinder aus gebranntem Ton, der als erste Menschenrechtserklärung angesehen wird, die von Kyros dem Großen 539 v. Chr. erlassen wurde und auf die persische Eroberung Babylons zurückzuführen ist. Rassams wichtige Entdeckungen fanden weltweite Beachtung und die Königliche Akademie in Turin verlieh ihm den Brazza-Preis über 12.000 Francs für die Jahre 1879–1882.
Rassam heiratete die Engländerin Anne Eliza Price und war Vater von sieben Kindern. Seine älteste Tochter Theresa Rassam, die 1871 geboren, war professionelle Sängerin. Sie sang bei der D'Oyly Carte Opera Company.

## Schriften (Auswahl)
- Narrative of the British Mission to Theodore, King of Abyssinia. 2 Bände. John Murray, London 1869, (Digitalisate: Band 1, Band 2).
- Asshur and the Land of Nimrod. Eaton & Mains u. a., New York NY u. a. 1897, (Digitalisat).